# Gnophos teldensis
Gnophos teldensis là một loài bướm đêm trong họ Geometridae.